# 格倫迪 (北卡羅萊納州)
格倫迪（英語：Grandy）是位於美國北卡羅萊納州柯里塔克縣的普查規定居民點。

## 人口
根據2020年美國人口普查的數據，格倫迪的面積為20.00平方千米，當中陸地面積為17.54平方千米，而水域面積為2.45平方千米。當地共有人口2776人，而人口密度為每平方千米138.8人。